# ديمركابرول
ديمركابرول أو دايمركابرول أو ثنائي المركابرول (بالإنجليزية: Dimercaprol)‏ والمعروف أيضًا باسم اللويزيت البريطاني (BAL)، هو دواء يستخدم لعلاج التسمم الحاد بالزرنيخ والزئبق والذهب والرصاص.  ويمكن أيضا أن يستخدم للأنتيمون، الثاليوم، أو التسمم البزموت، ولكن الأدلة على هذه الاستخدامات ليست قوية جدا. تعطى عن طريق الحقن في العضل. 
تشمل الآثار الجانبية الشائعة ارتفاع ضغط الدم والألم في موقع الحقن والقيء والحمى.  لا ينصح به في الأشخاص الذين يعانون من حساسية الفول السوداني. و من غير الواضح ما إذا كان الاستخدام في الحمل آمنًا بالنسبة للطفل. ديمبركابرول يعمل عن طريق الربط مع المعادن الثقيلة.
صنع ديميركابرول لأول مرة خلال الحرب العالمية الثانية.  و هو على قائمة الأدوية الأساسية لمنظمة الصحة العالمية، الأدوية الأكثر فعالية وآمنا والمطلوبة في النظام الصحي.  في الولايات المتحدة، تبلغ تكاليف العلاج أكثر من 200 دولار أمريكي. 

## الاستخدامات الطبية
طالما كان ديمبركابرول هو الدعامة الأساسية لعلاج استخلاب الرصاص أو التسمم بالزرنيخ ،  ويبقى هو الدواء الأساسي. كما أنه يستخدم مضاداً وترياقاً للسلاح الكيميائي لويسيت. ومع ذلك، لأنه يمكن أن يكون له آثار ضارة خطيرة، وقد تابع الباحثون أيضًا تطوير نظائر أقل سُمية، مثل سيكيمير.
مرض ويلسون هو اضطراب وراثي يتراكم فيه النحاس داخل الكبد والأنسجة الأخرى. ديمبركابرول هو عامل مخلب النحاس الذي وافقت عليه منظمة الغذاء والدواء لعلاج مرض ويلسون. 

## آلية العمل
يعمل الزرنيخ وبعض المعادن الثقيلة الأخرى عن طريق التفاعل كيميائياً مع بقايا الثيول المتجاورة على الأنزيمات الأيضية، مما يخلق مركبًا خبيليًا يثبط نشاط الإنزيم المصاب. 
ديمبركابرول نفسه هو مركب سام، ويصنف إلى انه من مجموعة الادويه الضيقة المدى العلاجي ويميل ديمبركابرول إلى تركيز الزرنيخ في بعض الأعضاء. تشمل العيوب الأخرى الحاجة إلى اخذه عن طريق الحقن العضلي المؤلم.  تشمل الآثار الجانبية الخطيرة التسمم الكلوي وارتفاع ضغط الدم.
وقد وجد أن ديميركابول يشكل مخلب مستقر في الجسم الحي مع العديد من المعادن الأخرى بما في ذلك الزئبق غير العضوي، والأنتيمون، والبزموت والكادميوم والكروم والكوبالت والذهب والنيكل. ومع ذلك، ليس بالضرورة أن يكون العلاج هو الاختيار الأمثل للسمية بالنسبة لهذه المعادن. وقد استخدم ديمبركابرول كعامل مساعد في علاج اعتلال الدماغ الحاد من سمية الرصاص. وهو دواء يمكن أن يكون سامًا، وقد يصاحب استخدامه آثار جانبية متعددة. على الرغم من أن العلاج مع ديمبركابرول سيزيد من إفراز الكادميوم، هناك زيادة مصاحبة في تركيز الكادميوم الكلوي، بحيث يتم تجنب استخدامه في حالة سمية الكادميوم. ومع ذلك، فإنه يزيل الزئبق غير العضوي من الكليتين. ولكنها ليست مفيدة في علاج سمية الكيل الزئبق أو فنيل الزئبق. كما يعزز ديمبركابرول من سمية السيلينيوم والتيلوريوم، لذلك لا يستخدم لإزالة هذه العناصر من الجسم.

## التاريخ
يعكس الاسم الأصلي أصوله كمركب تم تطويره سرا من قبل علماء الكيمياء الحيوية البريطانية في جامعة أكسفورد خلال الحرب العالمية الثانية  باعتباره ترياقًا للويسايت، وهو عامل حربي كيميائي قائم على الزرنيخ الآن عفا عليه الزمن. 